# Albert Ayat
Albert Jean Louis Ayat (Parijs 7 maart 1875 - Courbevoie, 2 maart 1935) was een Frans schermer.
Ayat won tijdens de Olympische Zomerspelen 1900 twee gouden medailles

## Resultaten
- Olympische Zomerspelen 1900 in Parijs  Degen, open
- Olympische Zomerspelen 1900 in Parijs  Degen voor leraren